# Lista de jogos desenvolvidos com auxílio do 3ds Max
A seguir, uma lista de jogos desenvolvidos com o auxílio do software 3ds Max:
- Act of War: Direct Action
- Act of War: High Treason
- Area 51 (2005 first-person shooter)
- Armies of Exigo
- Battlefield 1942
- Battlefield Vietnam
- Black & White
- Call of Duty
- C&C Renegade
- C&C3 Tiberium wars
- Company of Heroes
- Close Combat
- Crysis
- Darwinia
- Darkwatch
- Dark Age of Camelot
- Dark Sector
- Deus Ex: Invisible War
- Diablo II
- Dink Smallwood
- Dreamfall: The Longest Journey
- Empire Earth
- EyeToy: AntiGrav
- Far Cry
- F.E.A.R
- FlatOut
- Forza Motorsport
- Ghost Recon
- Gears of War
- GTA III
- Guild Wars
- Half-Life
- Halo: Combat Evolved
- Halo 2
- King Kong
- Mafia
- Mass Effect
- Lineage II
- The Battle for Middle-earth II
- The Lord of the Rings
- Max Payne
- Medal of Honor
- Metal Gear Solid: The Twin Snakes
- Myst III: Exile
- Myst IV: Revelation
- Need for Speed
- Jade Empire
- Pariah
- Prince of Persia: The Two Thrones
- Red Faction
- Rome: Total War
- Serious Sam
- Splinter Cell
- Star Trek: Legacy
- Star Trek Elite Force II
- Star Trek Voyager Elite Force
- Star Wars: Empire at War
- Supreme Commander
- The Elder Scrolls IV: Oblivion
- The Elder Scrolls V: Skyrim
- The Longest Journey
- The Matrix: Path of Neo
- Tomb Raider
- Tomb Raider II
- Tomb Raider III: Adventures of Lara Croft
- Tomb Raider: The Last Revelation
- Tomb Raider: Chronicles
- Tomb Raider: Legend
- Tony Hawk's Pro Skater
- Too Human
- True Crime: Streets of LA
- True Crime: New York City
- Unreal
- Unreal Championship
- Unreal Tournament
- Unreal Tournament 2003
- Unreal Tournament 2004
- Unreal Tournament 3
- Warcraft 3
- Warhammer 40,000: Dawn of War
- Warhammer 40,000: Dawn of War Winter Assault
- Warhammer 40,000: Dawn of War Dark Crusade
- World of Warcraft